# Санинского ДОКа
Санинского ДОКа — посёлок в Петушинском районе Владимирской области России, входит в состав Нагорного сельского поселения.

## География
Посёлок расположен в 23 км к северо-западу от Покрова и в 42 км на северо-запад от райцентра города Петушки, ж/д платформа Санино на линии Орехово-Зуево — Бельково.

## История
Посёлок возник при Санинском деревообделочном комбинате, основанном в 1941 году. В 1986 году к посёлку Санинского ДОКа Санинского сельсовета присоединен поселок станции Санино.  
В 1965 году в посёлке было построено новое здание Санинской средней школы.
С 2005 года посёлок в составе Нагорного сельского поселения.

## Население
| 2002 | 2010 | 2021 |
| ---- | ---- | ---- |
| 635  | ↘518 | ↘382 |

## Инфраструктура
В посёлке имеются Санинская средняя общеобразовательная школа, детский сад №34. 